# Malvik
Malvik is een gemeente in de Noorse provincie Trøndelag. De gemeente telde 13.820 inwoners in januari 2017. De plaatsen Hommelvik en Muruvik maken deel uit van de gemeente. De gemeente ontstond in 1891 als afsplitsing van de gemeente Strinda.

## Geboren
- Odin By Farstad (2 december 1997), schaatser

Åfjord · Flatanger · Frosta · Frøya · Grong · Heim · Hitra · Holtålen · Høylandet · Inderøy · Indre Fosen · Leka · Levanger · Lierne · Malvik ·  Melhus · Meråker · Midtre Gauldal · Nærøysund · Namsos · Namsskogan · Oppdal · Orkland · Ørland · Osen · Overhalla · Rennebu · Rindal · Røros · Røyrvik · Selbu · Skaun · Snåsa · Steinkjer · Stjørdal · Trondheim · Tydal · Verdal

Fylker van Noorwegen